# Episodi di Just Cause
La prima e unica stagione della serie televisiva Just Cause è composta da 22 episodi
| n° | Titolo originale             | Titolo italiano              | Prima TV USA | Prima TV Italia |
| -- | ---------------------------- | ---------------------------- | ------------ | --------------- |
| 1  | Pilot part 1                 | Una nuova vita               |              |                 |
| 2  | Pilot part 2                 | Nessuna giustizia            |              |                 |
| 3  | Human trials                 | Processo umano               |              |                 |
| 4  | Above the law                | Intoccabile dalla legge      |              |                 |
| 5  | Lama hunt                    | Caccia al lama               |              |                 |
| 6  | Tonia with O                 | Tonya scritto con la O       |              |                 |
| 7  | Code of silence              | Codice di silenzio           |              |                 |
| 8  | Bet your life                | Scommetti la vita            |              |                 |
| 9  | Making news                  | Fare notizia                 |              |                 |
| 10 | The last to know             | L'ultimo a sapere            |              |                 |
| 11 | Fading star                  | Stella morente               |              |                 |
| 12 | The wife of Christmas past   | Le mogli del Natale passato  |              |                 |
| 13 | Death's details              | Dettagli di morte            |              |                 |
| 14 | Dream house                  | La casa dei sogni            |              |                 |
| 15 | Buried past                  | Il passato sepolto           |              |                 |
| 16 | Dying to be thin             |                              |              |                 |
| 17 | Lies speculation & deception | Bugie speculazioni e inganno |              |                 |
| 18 | Hide and seek                | Giocare a nascondino         |              |                 |
| 19 | Reasonable doubts            | Dubbi ragionevoli            |              |                 |
| 20 | Blackboard jungle            | La giungla di lavagne        |              |                 |
| 21 | Trial by memory              | Processo alla memoria        |              |                 |
| 22 | The closing                  | La chiusura                  |              |                 |